# Leszenye
Leszenye (szlovákul: Lesenice) község Szlovákiában, a Besztercebányai kerületben, a Nagykürtösi járásban.

## Fekvése
Nagykürtöstől 21 km-re, délnyugatra fekszik.

## Története
1244-ben "Lezene" alakban említik először. A falunak már a 13. században volt temploma. 1342-ben "Lezenye" alakban említik, mint Litva várának tartozékát. 1526-ig a Hont-Pázmány nembeli Leszenyei család birtoka. 1598-ban a török égette fel a falut, ekkor égett le régi temploma is. A XVIII. századtól a Majthényi család birtoka, akik a meglevő XVII. századi kúriát 1795-ben klasszicista stílusban építtették át. Szintén ők építtették 1790-ben a falu első iskoláját és a templomot is. A településen 1715-ben 11 ház állt. 1828-ban 61 házában 367 lakos élt, akik főként mezőgazdasággal, gyümölcstermesztéssel, erdei munkákkal foglalkoztak.
Vályi András szerint "LESENYE. Leszenicza. Tót falu Hont Várm. földes Ura Majthényi Uraság, a’ kinek szép Kastéllyával, és jeles kertyével ékes, lakosai katolikusok, és evangelikusok, fekszik Házas Nénnyének, és Csalomiának szomszédságában, és annak filiája a’ katolika, ennek pedig az evangelika Ekklézsia, jó szántó földgyei két vetőre osztottak, legelője, középszerű, mind a’ két féle fája, szőlő hegye van, de savanyú bort termő, réttyei jók, de kevesek."
Fényes Elek szerint "Leszenye, magyar-tót f., Honth vmegyében, B.-Gyarmathoz 1 mfld. 235 kath., 122 evang. lak. Csinos urasági kastély és kert; termékeny hasznos határ. Bortermesztés. F. u. Majthényi Antal."
A trianoni békeszerződésig Hont vármegye Ipolynyéki járásához tartozott. 1938 és 1944 között újra Magyarország része.

## Népessége
| Év:            | 1994. | 2004.   | 2014.   | 2024.   |
| -------------- | ----- | ------- | ------- | ------- |
| Emberek száma: | 537   | 538     | 511     | 485     |
| Eltérés:       |       | +0,18 % | -5,01 % | -5,08 % |

| Év:            | 2023. | 2024.   |
| -------------- | ----- | ------- |
| Emberek száma: | 484   | 485     |
| Eltérés:       |       | +0,20 % |

1910-ben 477-en, többségében magyarok lakták, jelentős szlovák kisebbséggel.
2001-ben 571 lakosából 328 szlovák és 235 magyar volt.
2011-ben 522 lakosából 448 szlovák és 56 magyar.

## Nevezetességei
- Szűz Mária születése tiszteletére épített, római katolikus temploma a XVIII. században készült barokk stílusban.
- Kúriája a XVII. században készült késő reneszánsz stílusban, 1796-ban klasszicista stílusban építették át.

## Testvértelepülései
- Szanda, Magyarország

## Külső hivatkozások
- Községinfó
- Leszenye Szlovákia térképén
- Infotour.sk
- E-obce.sk Archiválva 2008. december 6-i dátummal a Wayback Machine-ben